# 무진주

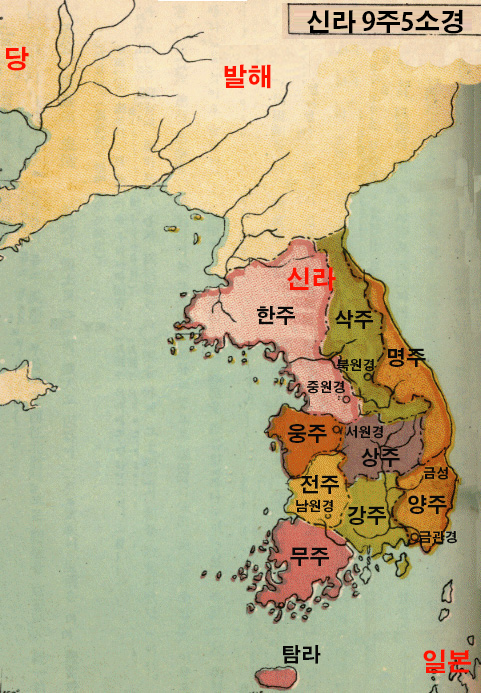
남북국 시대 신라의 9주 5소경

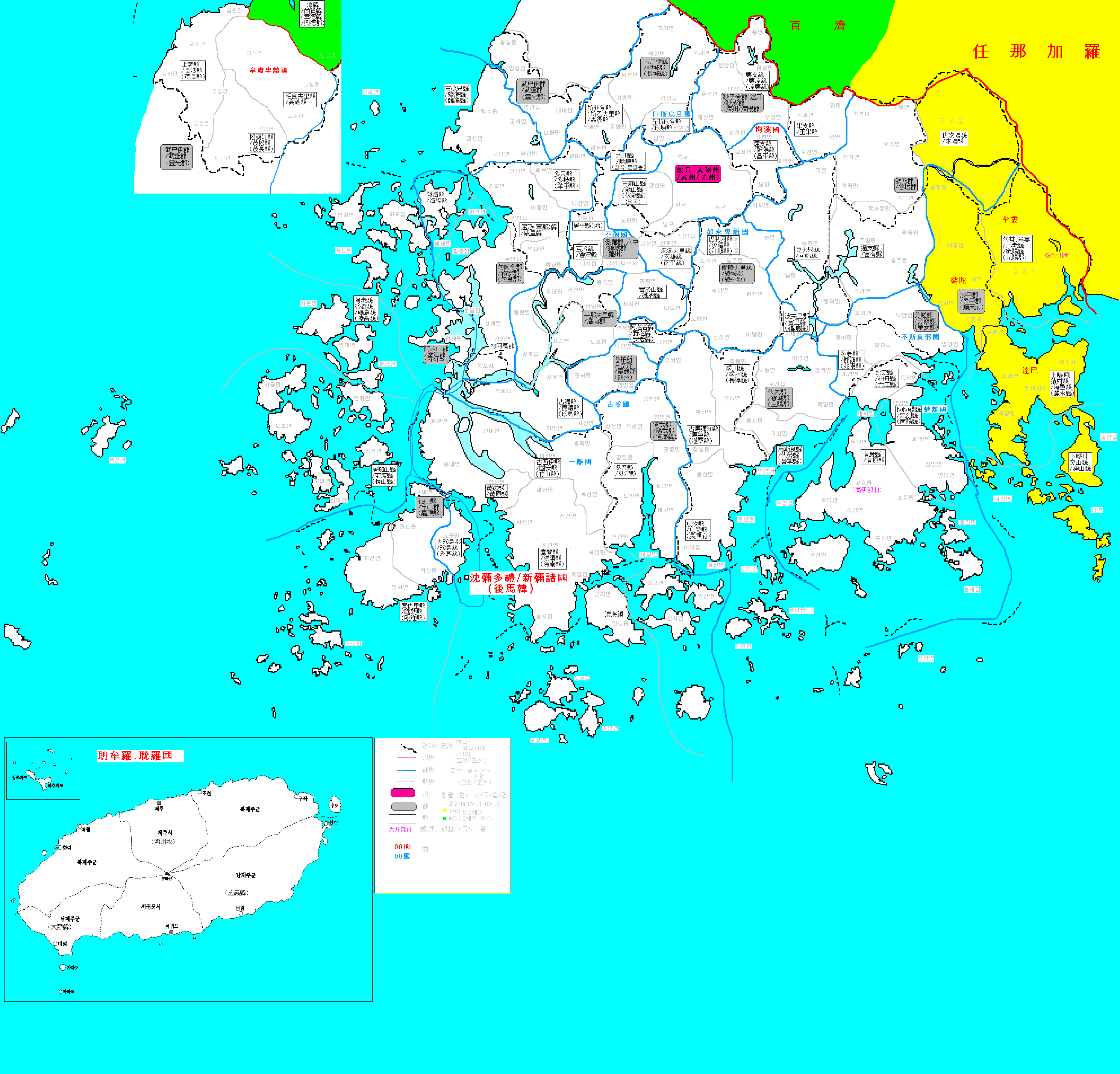
무진주 대략도

무진주(武珍州) 또는 무주(武州)는 신라의 광역 행정구역인 9주 5소경의 한 주(州)이다. 주치(州治)는 지금의 광주광역시이고 15개 군 43개 현이 소속되어 있으며 직접 관할하는 현은 3개이다.

## 전라남도의 역사

### 마한, 백제시대
유사 이래 전라남도 지역은 마한의 땅이었으나 온조왕~다루왕 치하의 백제에 의해 마한이 패망하고 노령산맥 이북의 영역이 백제에 편입되었다. 노령산맥 이남의 호남 지방에 잔존한 마한 세력은 백제의 영향력하에서 영산강 유역을 중심으로 침미다례라는 소국 연맹을 형성했다.
침미다례는 근초고왕 때에 백제의 지배하에 들어가 백제에 신속하는 한편으로 영산강 유역을 기반으로 독자적인 문명과 정치 체제를 유지했는데 3세기 초입에는 나주의 보라국(保羅國또는 不彌國)을 중심으로 가야의 포상팔국에 가맹해 가락국 및 신라와 항쟁하기도 하는 한편 중국과의 교역 등을 통해 국제 사회에 이름을 알리기도 했다.
475년 고구려의 압력을 받고 있던 한성백제가 고구려군의 대대적인 남침으로 패망하여 잔여 세력이 웅진으로 천도하는 등 전남 지역에 대한 백제의 영향력이 급속히 약화되자 대가야가 서방으로 진출을 개시해 전라남도 지역에서는 여수, 순천, 광양 등지를 정복했다. 후에 동성왕 치하에서 세력을 회복한 백제는 무령왕 대에 남방으로 경략이 이루어져 침미다례를 완전히 병합해 구지하성(久知下城:전남 장성)을 중심으로 5방 중에 남방(南方)을 설치했다. 침미다례를 병합한 이후에는 전북의 기문 지방과 함께 가야가 차지한 전남 동부 지역-섭라 지방에 대한 영유권을 두고 가야와 분쟁을 벌여 축출함으로써 호남 지역을 완전히 백제의 영역으로 편입시켰다.
660년 백제가 신라에 패망하자 당나라는 백제 고토를 가로채 웅진도독부를 설치하고 전남 지역에는 그 산하에 담양군의 분차주, 나주시일원의 대방주, 영광군의 사반주의 3개 주를 구획했지만 3개 주는 제구실을 할 수가 없었고 그나마 3주는 전남 지역의 반(半)도 지배하지 못했다. 신라는 당나라의 웅진도독부는 무시한 채 나주시일원을 치소로 발라주(發羅州)를 설치했다.

### 무진주
676년 한반도에서 당나라의 세력을 완전히 축출한 신라는 685년 문무왕5년에 전국의 행정구역을 9주로 재정비하면서 백제의 남부지방에 설치했던 발라주의 치소를 광주광역시일원으로 이전해 무진주로 개명했다. 757년 전국의 행정구역명칭에 대한 개혁이 이루어지자 무진주도 무주(武州)로 개명했다. 그러나 그 이후에도 이전의 명칭이 공용되었다. 신라군은 백적•백황의 만보당과 미다부리정(未多夫里停)이 주류했다. 828년 완도 일대에 청해진이 설치되는 등 무진주 서남해안은 동아시아 해상 무역의 중심지로 성장했다.

### 무진주에서전라남도로
신라 말기의 행정 체제의 붕괴로 각 지역이 지방호족에 의한 자치체제로 이행하자 대외무역 등으로 막대한 세력을 축적한 서남지방은 각 호족세력과 능창 등의  해적세력이 발호했다. 여수, 순천 일대에서 해적을 소탕하며 세력을 키운 견훤은 무진주의 치소를 점령해 스스로 왕을 칭했고 무진주를 기반으로 완산주로 북상해 후백제를 건국했다. 무진주 대부분은 후백제의 지배하에 들어갔지만 해외무역의 중심지였던 금성중심의 서남지역은 궁예의 후고구려와 결탁해 이 지역은 고려의 영역으로 들어갔고 두나라의 주요 전장 중에 한곳이 되었다. 후삼국의 통일 후 983년 고려 성종2년 중앙정부의 출장소인 12목 중에 나주(羅州)·승주(昇州의 2목이 설치되었고 995년 성종 14년에 전국을 10도로 개편하며 해양도(海陽道)가 설치되어 14주 62현을 관할하였다. 1018년 전국을 5도 양계로 다시 재편하면서 전북의 강남도와 폐합되어 전라도가 되었다. 전남이 다시 독립된 행정단위가 된 것은 1896년 전국이 13도제로 개편되어 전라도가 양분되면서이다.

## 무진주와 전라남도
무진주는 지금의 전라남도(광주광역시 포함) 전역에 전북의 고창군 대부분을 합친 지역이다.

## 행정구역
757년 경덕왕이 지명을 고쳤을 당시 무진주에는 14개 군, 44개 현이 소속되어 있었다고 한다. 그러나 《삼국사기》〈지리지〉에 전해지는 무주 조에는 15개 군 43개 현이 나타나고 있어 차이가 있다.한편 《삼국사기》 〈지리지〉에는 무주 소속 군현의 옛 지명을 대부분 백제의 지명으로 기록하고 있다. 아래 표에서 특별한 표시가 없는 옛 지명은 모두 백제의 지명이다.
| 군의 이름      | 원래 군명                                                          | 현재 지명                     | 소속 현        | 원래 현명                                                          | 현재 지명                |
| -------------- | ------------------------------------------------------------------ | ----------------------------- | -------------- | ------------------------------------------------------------------ | ------------------------ |
| 무주(武州)     | 백제 무진군(武珍郡) 또는 노지(奴只) 신라 무진군/무진주(武珍州)     | 광주광역시 동구               | 현웅현(玄雄縣) | 미동부리현(未冬夫里縣)                                             | 나주시 남평면            |
| 무주(武州)     | 백제 무진군(武珍郡) 또는 노지(奴只) 신라 무진군/무진주(武珍州)     | 광주광역시 동구               | 용산현(龍山縣) | 복룡현(伏龍縣)                                                     | 광주광역시 광산구 복룡동 |
| 무주(武州)     | 백제 무진군(武珍郡) 또는 노지(奴只) 신라 무진군/무진주(武珍州)     | 광주광역시 동구               | 기양현(祁陽縣) | 굴지현(屈支縣)                                                     | 담양군 고서면            |
| 분령군(分嶺郡) | 분차군(分嵯郡) 또는 부사(夫沙)                                     | 전라남도 보성군 벌교읍 고읍리 | 충렬현(忠烈縣) | 조조례현(助助禮縣)                                                 | 고흥군 남양면            |
| 분령군(分嶺郡) | 분차군(分嵯郡) 또는 부사(夫沙)                                     | 전라남도 보성군 벌교읍 고읍리 | 조양현(兆陽縣) | 동로현(冬老縣)                                                     | 보성군 조성면            |
| 분령군(分嶺郡) | 분차군(分嵯郡) 또는 부사(夫沙)                                     | 전라남도 보성군 벌교읍 고읍리 | 강원현(薑原縣) | 두힐현(豆肹縣)                                                     | 고흥군 두원면            |
| 분령군(分嶺郡) | 분차군(分嵯郡) 또는 부사(夫沙)                                     | 전라남도 보성군 벌교읍 고읍리 | 백주현(栢舟縣) | 비사현(比史縣)                                                     | 고흥군 동강면            |
| 보성군(寶城郡) | 복홀군(伏忽郡)                                                     | 전라남도 보성군               | 대로현(代勞縣) | 마사량현(馬斯良縣)                                                 | 보성군 회천면            |
| 보성군(寶城郡) | 복홀군(伏忽郡)                                                     | 전라남도 보성군               | 계수현(季水縣) | 계천현(季川縣)                                                     | 장흥군 장평면            |
| 보성군(寶城郡) | 복홀군(伏忽郡)                                                     | 전라남도 보성군               | 오아현(烏兒縣) | 오차현(烏次縣)                                                     | 장흥군 대덕읍            |
| 보성군(寶城郡) | 복홀군(伏忽郡)                                                     | 전라남도 보성군               | 마읍현(馬邑縣) | 고마미지현(古馬弥知縣)                                             | 장흥군 장흥읍            |
| 추성군(秋成郡) | 추자혜군(秋子兮郡)                                                 | 전라남도 담양군               | 옥과현(玉菓縣) | 과지현(菓支縣) 또는 과혜(菓兮)                                     | 곡성군 옥과면            |
| 추성군(秋成郡) | 추자혜군(秋子兮郡)                                                 | 전라남도 담양군               | 율원현(栗原縣) | 율지현(栗支縣)                                                     | 담양군 금성면            |
| 영암군(靈巖郡) | 월나군(月奈郡)                                                     | 전라남도 영암군               | -              | -                                                                  | -                        |
| 반남군(潘南郡) | 반나부리현(半奈夫里縣)                                             | 전라남도 나주시 반남면        | 야로현(野老縣) | 아로곡현(阿老谷縣)                                                 | 영암군 금정면            |
| 반남군(潘南郡) | 반나부리현(半奈夫里縣)                                             | 전라남도 나주시 반남면        | 곤미현(昆湄縣) | 고미현(古彌縣)                                                     | 영암군 학산면            |
| 갑성군(岬城郡) | 고시이현(古尸伊縣)                                                 | 전라남도 장성군 북일면        | 진원현(珍原縣) | 구사진혜현(丘斯珍兮縣)                                             | 장성군 진원면            |
| 갑성군(岬城郡) | 고시이현(古尸伊縣)                                                 | 전라남도 장성군 북일면        | 삼계현(森溪縣) | 소비혜현(所非兮縣)                                                 | 장성군 삼계면            |
| 무령군(武靈郡) | 무시이군(武尸伊郡)                                                 | 전라남도 영광군               | 장사현(長沙縣) | 상로현(上老縣)                                                     | 고창군 상하면            |
| 무령군(武靈郡) | 무시이군(武尸伊郡)                                                 | 전라남도 영광군               | 고창현(高敞縣) | 모량부리현(毛良夫里縣)                                             | 고창군 고창읍            |
| 무령군(武靈郡) | 무시이군(武尸伊郡)                                                 | 전라남도 영광군               | 무송현(茂松縣) | 송미지현(松彌知縣)                                                 | 고창군 성송면            |
| 승평군(昇平郡) | 감평군(欿平郡) 또는 무평(武平)                                     | 전라남도 순천시               | 해읍현(海邑縣) | 원촌현(猿村縣)                                                     | 여수시                   |
| 승평군(昇平郡) | 감평군(欿平郡) 또는 무평(武平)                                     | 전라남도 순천시               | 희양현(晞陽縣) | 마로현(馬老縣)                                                     | 광양시 광양읍            |
| 승평군(昇平郡) | 감평군(欿平郡) 또는 무평(武平)                                     | 전라남도 순천시               | 여산현(廬山縣) | 돌산현(突山縣)                                                     | 여수시 돌산읍            |
| 곡성군(谷城郡) | 욕내군(欲乃郡)                                                     | 전라남도 곡성군               | 부유현(富有縣) | 둔지현(遁支縣)                                                     | 순천시 주암면            |
| 곡성군(谷城郡) | 욕내군(欲乃郡)                                                     | 전라남도 곡성군               | 구례현(求禮縣) | 구차례현(仇次禮縣)                                                 | 구례군 구례읍            |
| 곡성군(谷城郡) | 욕내군(欲乃郡)                                                     | 전라남도 곡성군               | 동복현(同福縣) | 두부지현(豆夫只縣)                                                 | 화순군 동복면            |
| 능성군(陵城郡) | 이릉부리군(尒陵夫里郡) 또는 죽수부리(竹樹夫里) 또는 인부리(仁夫里) | 전라남도 화순군 능주면        | 부리현(富里縣) | 파부리군(波夫里郡)                                                 | 보성군 복내면            |
| 능성군(陵城郡) | 이릉부리군(尒陵夫里郡) 또는 죽수부리(竹樹夫里) 또는 인부리(仁夫里) | 전라남도 화순군 능주면        | 여미현(汝湄縣) | 잉리아현(仍利阿縣) 또는 해빈(海濱)                                 | 화순군 화순읍            |
| 금산군(錦山郡) | 백제 발라군(發羅郡) 신라 발라군/발라주(發羅州)                     | 전라남도 나주시               | 회진현(會津縣) | 두힐현(豆肹縣)                                                     | 나주시 다시면            |
| 금산군(錦山郡) | 백제 발라군(發羅郡) 신라 발라군/발라주(發羅州)                     | 전라남도 나주시               | 철야현(鐵冶縣) | 실어산현(實於山縣)                                                 | 나주시 봉황면            |
| 금산군(錦山郡) | 백제 발라군(發羅郡) 신라 발라군/발라주(發羅州)                     | 전라남도 나주시               | 여황현(艅艎縣) | 수천현(水川縣)                                                     | 광주광역시 광산구 운수동 |
| 양무군(陽武郡) | 도무군(道武郡)                                                     | 전라남도 강진군 병영면        | 고안현(固安縣) | 고서이현(古西伊縣)                                                 | 해남군 마산면            |
| 양무군(陽武郡) | 도무군(道武郡)                                                     | 전라남도 강진군 병영면        | 탐진현(耽津縣) | 동음현(冬音縣)                                                     | 강진군 강진읍            |
| 양무군(陽武郡) | 도무군(道武郡)                                                     | 전라남도 강진군 병영면        | 침명현(浸溟縣) | 새금현(塞琴縣) 또는 착빈(捉濱)                                     | 해남군 현산면            |
| 양무군(陽武郡) | 도무군(道武郡)                                                     | 전라남도 강진군 병영면        | 황원현(黃原縣) | 황술현(黃述縣)                                                     | 해남군 황산면            |
| 무안군(務安郡) | 물아혜군(勿阿兮郡)                                                 | 전라남도 무안군               | 함풍현(咸豊縣) | 굴내현(屈乃縣)                                                     | 함평군 함평읍            |
| 무안군(務安郡) | 물아혜군(勿阿兮郡)                                                 | 전라남도 무안군               | 다기현(多岐縣) | 다지현(多只縣)                                                     | 함평군 해보면            |
| 무안군(務安郡) | 물아혜군(勿阿兮郡)                                                 | 전라남도 무안군               | 해제현(海際縣) | 도제현(道際縣) 또는 음해(陰海)                                     | 무안군 해제면            |
| 무안군(務安郡) | 물아혜군(勿阿兮郡)                                                 | 전라남도 무안군               | 진도현(珍島縣) | 인진도군(因珍島郡)                                                 | 진도군 고군면            |
| 뇌산군(牢山郡) | 도산현(徒山縣) 또는 원산(猿山)                                     | 전라남도 진도군 군내면        | 첨탐현(瞻耽縣) | 매구리현(買仇里縣)                                                 | 진도군 임회면            |
| 압해군(壓海郡) | 아차산현(阿次山縣)                                                 | 전라남도 신안군 압해읍        | 갈도현(碣島縣) | 아로현(阿老縣) 또는 갈초현(葛草縣) 또는 하로(何老) 또는 곡야(谷野) | 영광군 군남면            |
| 압해군(壓海郡) | 아차산현(阿次山縣)                                                 | 전라남도 신안군 압해읍        | 염해현(鹽海縣) | 고록지현(古祿只縣) 또는 개요(開要)                                 | 신안군 임자면            |
| 압해군(壓海郡) | 아차산현(阿次山縣)                                                 | 전라남도 신안군 압해읍        | 안파현(安波縣) | 거지산현(居知山縣) 또는 안릉(安陵)                                 | 신안군 장산면            |

## 같이 보기
- 신라의 행정 구역